# Гуэн, Бенуа
Бенуа Гуэн (фр. Benoît Gouin; род. 27 января 1961, Труа-Ривьер, Квебек) — канадский актёр, играющий в основном в фильмах на французском языке.

## Биография
Гуэн — двукратный номинант на премию Jutra Award  в номинации «Лучшая мужская роль второго плана»: в 2003 году за роль Мишеля Говена в фильме «Квебек-Монреаль» и в 2014 году за роль Лорана в фильме «Габриэль». Типичное амплуа Гуэна — герой с неоднозначной репутацией.
Гуэн женат на литературной переводчице Мариз Варда.

## Избранная фильмография
| Год  |   | Русское название          | Оригинальное название  | Роль          |
| ---- | - | ------------------------- | ---------------------- | ------------- |
| 2004 | с | Тайны разума              | Fortier                | Жак Билодо    |
| 2007 | ф | Прекрасная отравительница | La belle empoisonneuse | профессор     |
| 2009 | ф | Я убил свою маму          | J’ai tué ma mère       | директор Надо |
| 2010 | ф | Ревнивец                  | Jaloux                 | Жан Мессье    |
| 2013 | ф | Габриэль                  | Gabrielle              | Лорен         |